# Ceber (naczynie)

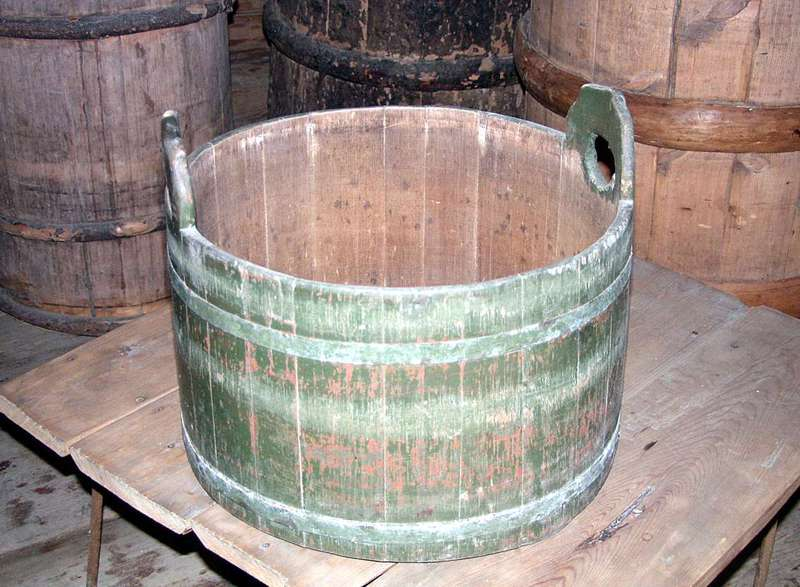
Ceber

Ceber (pierwotne brzmienie czber) – duże naczynie (jedno z największych) do noszenia wody i trunków. Wykonane było z drewnianych klepek z obręczami. Obręcze początkowo również robiono drewniane (z leszczyny), później ze stalowej taśmy zwanej bednarką. Dwie przeciwległe klepki były wydłużone, z okrągłymi otworami tworząc ucha. Przez te ucha przekładano drążek, który służył do noszenia cebra przez dwie osoby. Drążek do noszenia cebra nazywał się "powerek".
Rzemieślnikiem wykonującym cebry był bednarz.